# Goutte (architecture)
Pour les articles homonymes, voir Goutte.

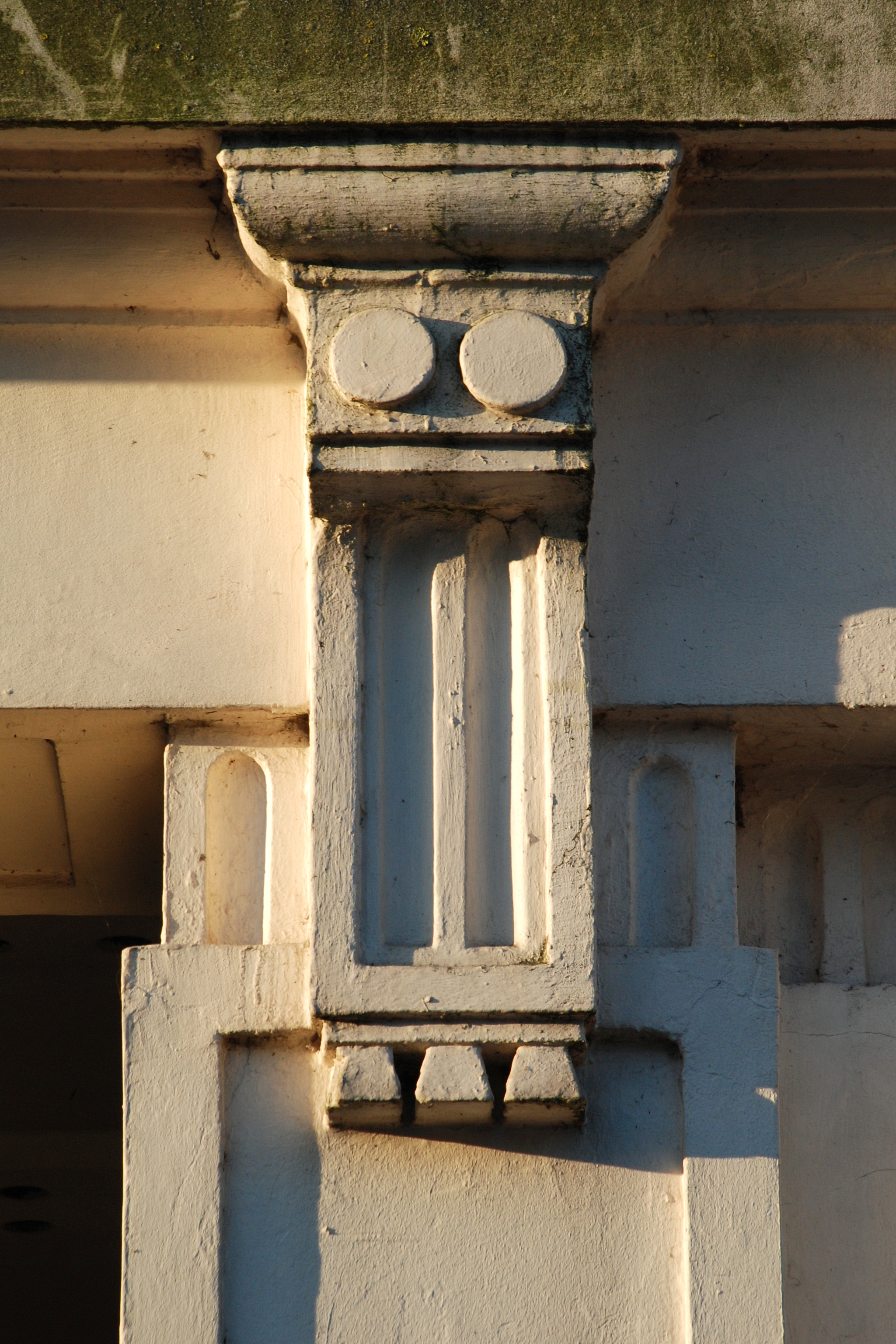
Console à triglyphe et à gouttes
(théâtre royal du Parc à Bruxelles).

En architecture, une goutte est un motif d'ornementation en forme de tronc de cône, placé sous une corniche, sous un triglyphe, sous une console, etc.

## Architecture grecque antique
Le motif de gouttes est apparu dans l'architecture grecque antique. Il correspond, dans l'entablement de l'ordre dorique, à de petits éléments en général cylindriques qui pendent sous les mutules de la corniche et les regulae de la frise.
Les ornements de l'architecture grecque classique correspondent à des éléments qui étaient fonctionnels dans l'architecture de bois et de terre cuite de l'époque archaïque. La mutule représente symboliquement la pièce de bois à travers laquelle les chevilles étaient enfilées pour fixer le chevron en suivant l'inclinaison du toit. La goutte est ainsi symboliquement une pétrification de ces chevilles utilisées lorsque l'entablement était en bois.

## Architecture classique
Au début du XVIIe siècle, le motif de gouttes est utilisé dans l'architecture classique.
On trouve, par exemple, sur les façades arrières de l'hôtel de ville de Bruxelles (construites de 1706 à 1717 en style classique par Corneille van Nerven le long de la rue de l'Amigo et de la rue Charles Buls) des fenêtres dont l'encadrement de pierre est agrémenté de crossettes sous lesquelles pendent une goutte unique.

## Architecture néo-classique
Ce motif ornemental a été très largement utilisé dans l'architecture néo-classique pour orner non seulement les corniches, les triglyphes des frises, les consoles (à triglyphe ou autres) mais également des panneaux de pierre ou encore des portes.
L'ensemble monumental néo-classique de la place des Martyrs à Bruxelles constitue un excellent exemple d'utilisation de ce motif ornemental. Tous les bâtiments qui entourent la place sont ornés de gouttes sous la corniche, sur les consoles et sur les portes. De chaque côté de la place, des colonnes portent un entablement ornée d'une frise composée de triglyphes à gouttes alternant avec des métopes figurant alternativement des cercles et des crânes de bovidés.

## Architecture éclectique
Au XIXe siècle, le motif de gouttes se retrouve dans l'architecture éclectique, du moins dans l'architecture éclectique d'inspiration néo-classique.

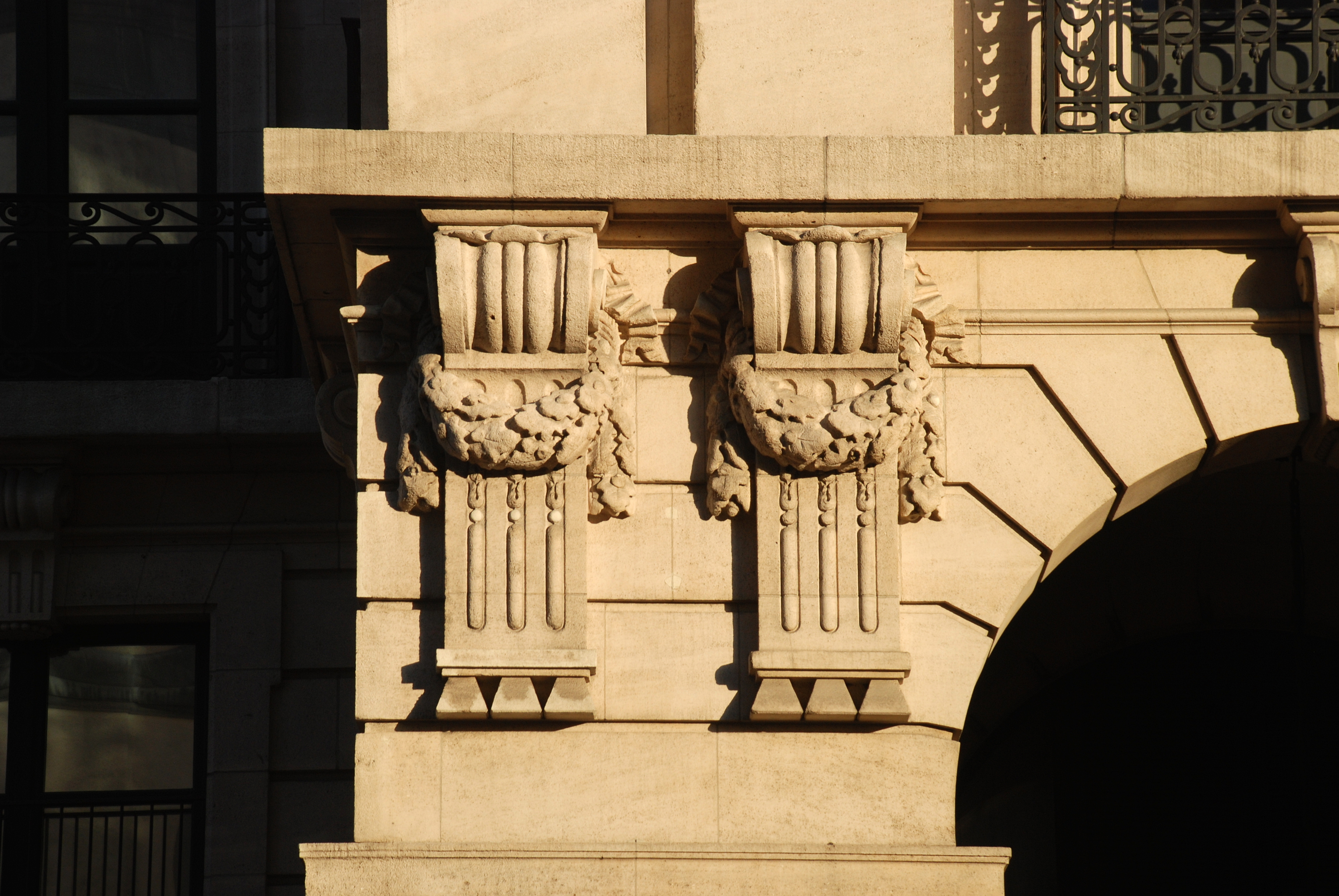
Consoles à triglyphe et à gouttes de style éclectique
(Bruxelles, rue des Colonies).